# Drosophila giriensis
Drosophila giriensis este o specie de muște din genul Drosophila, familia Drosophilidae, descrisă de Prakash și C. Adinarayana Reddy în anul 1977. Conform Catalogue of Life specia Drosophila giriensis nu are subspecii cunoscute.